# Krematorii
Krematorii (Крематорий - 'le Crématoire') est un groupe musical russe fondé en 1983 à Moscou. Son fondateur est Armen Grigorian.

## Discographie
- Рок’N’Roll (2003)
- Amsterdam (2008)

## Liens
- (ru) Site officiel
- Ressources relatives à la musique :   - Discogs
  - Last.fm
  - MusicBrainz
  - SoundCloud